# Музеј илузија Београд
Музеј илузија Београд јесте музеј магије у Београду. Припада врсти уметничких музеја и садржи преко 70 експоната везаних за различите врсте оптичких илузија и холограма.

## О музеју
Музеј је основан 22. маја 2018. године у Београду и представља први такав музеј у Србији. Оно што га чини једним од ретких у свету јесте што је потпуно отворен за јавност што укључује и фотографисање експоната.
Музеј имплементира интерактиван концепт који се заснива на томе да се посетиоци активно подстичу да истражују просторије са илузијама. Због самог деловања холограма и илузија на посетиоца, управо он постаје, не само посматрач, већ и активан учесник у стварању тих илузија. Поводом тога, музеј садржи сталну поставку која представља колекцију од 70 експоната који су дизајнирани тако да манипулишу чулима посетилаца и демонстрирају различите врсте оптичких и других сличних илузија и њихових ефеката.
Међу најзанимљивијим експонатима за посетиоце, могу се истаћи:
- Вортекс тунел који представља просторију са стазом и око ње ротирајућим цилиндром чиме се постиже ремећење равнотеже посетиоца

- Амес соба која представља просторију дизајнирану на начин да демонстрира перцептивно искуство посматрача у коме особа на једној страни просторије изгледа далеко веће од особе са друге стране просторије, када се гледа из одређеног угла
- Илузија столице чији је циљ демонстрација колико перцепција величине одређених предмета (у овом случају столице) зависи од контекста њихових околина

Омогућене су и групне посете музеју.

### Дешавања
Музеј илузија Београд такође организује велики број различитих дешавања и радионица везаних за тему илузија и мозгалица. Међу њима су Интерактивни спектакл музике и илузија, као и Интерактивни спектакл дизајна и илузија.
Организују се такође и Паметна играоница за децу која има циљ да кроз различите вежбе попут мозгалица, слагалица, немогућих чворова и математичких питалица подстиче развој можданих ћелија деце. Осим тога, музеј поседује и Паметну продавницу где се могу купити више од седамдесет Dilemma games дидактичких играчака које се користе и у Паметној играоници.
Музеј је отворен и за организацију различитих догађаја, као и рођендана.